# Лейте (острів)
Лейте (англ. Leyte) — острів в регіоні Східні Вісаї Республіки Філіппіни, в центрі філіппінського архіпелагу.

## Географія
Розташований між островами: Бохол та Себу на заході, Самар на північному сході та Мінданао на півдні. Рельєф гірський, багато недіючих вулканів. Протяжність з півночі на південь — 183 км, площа — 7367 км², за цим показником острів займає 94-те місце у світі. Найвища вершина — гора Лобі (1349 м).
Переважає вологий, субекваторіальний клімат. Основа економіки — сільське господарство. Вирощування цукрової тростини, бананів, тютюну, риса та кукурудзи. Є поклади марганцю. Основні міста: Таклобан і Ормок. Острів Лейте сполучений з островом Самар мостом.

## Історія
Острів Лейте відомий тим, що біля його узбережжя з 23 по 26 жовтня 1944 року відбулася одна з найбільших морських битв в історії — «Битва в затоці Лейте» між флотом США та імператорським флотом Японії. На самому острові також відбулися бої, відомі як «Битва за Лейте», американських військ і філіппінських партизан під командуванням генерала Дугласа Макартура з японською імператорською армією на чолі з генералом Томоюкі Ямашіта з 17 жовтня по 26 грудня 1944 року.